# Kolpna
Kolpna (russisch Колпна́) ist eine Siedlung städtischen Typs in der Oblast Orjol in Russland mit 6614 Einwohnern (Stand 14. Oktober 2010).

## Geographie
Der Ort liegt gut 100 km Luftlinie südöstlich des Oblastverwaltungszentrums Orjol am rechten Don-Nebenfluss Bystraja Sosna.
Kolpna ist Verwaltungszentrum des Rajons Kolpnjanski sowie Sitz und einzige Ortschaft der Stadtgemeinde (gorodskoje posselenije) Kolpna.

## Geschichte
Der Ort wurde erstmals 1150 erwähnt. 1861 wurde er als Kolpny Verwaltungssitz einer Wolost des Ujesds Maloarchangelsk im Gouvernement Orjol.
Am 30. Juli 1928 wurde Kolpny Verwaltungssitz eines neu geschaffenen, nach ihm benannten Rajons. Im Zweiten Weltkrieg kam die Frontlinie Ende 1941 vor Kolpny zum Stehen, bis der Ort während der deutschen Sommeroffensive Ende Juni 1942 von der Wehrmacht eingenommen werden konnte. Am 4. Februar 1943 eroberte die Rote Armee den Ort zurück.
1960 erhielt Kolpny den Status einer Siedlung städtischen Typs. Seit der Schaffung der Stadtgemeinde in der heutigen Form zum 1. Januar 2006 ist der Name Kolpna offiziell, der einer alten Variante entspricht und immer alternativ in Gebrauch war.

### Bevölkerungsentwicklung
| Jahr | Einwohner |
| ---- | --------- |
| 1939 | 1123      |
| 1959 | 1316      |
| 1970 | 6084      |
| 1979 | 7006      |
| 1989 | 7635      |
| 2002 | 7177      |
| 2010 | 6614      |

Anmerkung: Volkszählungsdaten

## Verkehr
In Kolpna befindet sich die Bahnstation Kolpny, Endpunkt einer 1899 eröffneten 59 Kilometer langen Nebenstrecke, die bei der Station Ochotschowka westlich von Schtschigry von der Strecke Kursk – Woronesch abzweigt.
Durch die Siedlung verläuft die Regionalstraßen 54K-8 von Glasunowka über Maloarchangelsk weiter in das südöstlich benachbarte Rajonzentrum Dolgoje. Nach Norden besteht über die 54K-11 beim 30 km entfernten Droskowo Anschluss an die föderale Fernstraße R119 Orjol – Lipezk – Tambow. Nach Süden führt die 54K-127 zur 15 km entfernten Grenze der Oblast Kursk, dort weiter Richtung Schtschigry.